# Гамильтон, Томас, 2-й граф Хаддингтон
Томас Гамильтон, 2-й граф Хаддингтон (англ. Thomas Hamilton, 2st Earl of Haddington; 25 мая 1600 — 30 августа 1640) — шотландский дворянин. Носил титул учтивости — лорд Биннинг с 1619 по 1637 год.

## Происхождение
Родился 25 мая 1600 года. Старший сын Томаса Гамильтона, 1-го графа Хаддингтона (1563—1637), и его второй жены Маргарет Фулис из Колинтона (? — 1609).

## Карьера
Получив образование за границей, лорд Биннинг вернулся в Шотландию, где в 1621 году посетил парламент . Томас Гамильтон вместе со своим отцом присутствовал на похоронах короля Якова I Стюарта в Лондоне, а позднее был носильщиком балдахина во время коронации Карла I в 1633 году в Эдинбурге в Холирудском аббатстве.
29 мая 1637 года после смерти своего отца Томас Гамильтон унаследовал титулы 2-го графа Хаддингтона (Пэрство Шотландии), 2-го лорда Биннинга (Пэрство Шотландии) и 2-го лорда Байреса и Биннинга (Пэрство Шотландии).
В 1638 году, по настоянию короля, лорд Хаддингтон подписал Национальный ковенант. В начале Епископских войн лорд Хаддингтон был назначен генерал-майором Лотиана под командованием генерала Лесли. Когда генерал Лесли двинулся в Англию в 1640 году, он оставил оружие в Дансе, Хаддингтон забрал его и привез обратно в свою штаб-квартиру в замке Дангласс, чтобы предотвратить его захват английским гарнизоном в Берик-апон-Туиде. 29 августа он отбил попытку гарнизона Берика захватить склад продовольствия и оружия около Колдстрима.
30 августа 1640 года в пороховом погребе замка Дангласс произошёл сильный взрыв, уничтоживший его. Лорд Хаддингтон, стоявший во дворе и читавший письма Лесли своим родственникам и людям, был убит. Среди убитых были брат Хаддингтона, Роберт Гамильтон; его родной брат, Патрик Гамильтон; его кузены Джон Гамильтон из Редхауса и Александр Гамильтон из Иннервика; сын Александра, зять Хаддингтона, полковник сэр Джон Эрскин; и министр Бонкил Кирк, мастер Джон Гайттис.

## Личная жизнь
27 февраля 1621/1622 года Томас Гамильтон женился первым браком на леди Кэтрин Эрскин (? — 5 февраля 1635), дочери Джона Эрскина, графа Мара, и леди Мэри Стюарт, дочери Эсме Стюарт, 1-го герцога Леннокса. У супругов было пятеро детей:
- Томас Гамильтон, 3-й граф Хаддингтон (1626 — 31 августа 1645), который в 1643 году женился на Генриетте де Колиньи, дочери Гаспара де Колиньи, герцога де Шатийона[5].
- Джон Гамильтон, 4-й граф Хаддингтон (1626 — 8 февраля 1669), который в 1648 году женился на леди Кристиан Линдси, дочери Джона Линдси, 17-го графа Кроуфорда[6].
- Достопочтенный Роберт Гамильтон, умерший в младенчестве.
- Достопочтенный Джеймс Гамильтон, умерший в младенчестве.
- Леди Маргарет Гамильтон, умершая в младенчестве.

После смерти графини в 1635 году лорд Хаддингтон женился вторым браком 14 января 1640 года на леди Джин Гордон (? — 1655), дочери Джорджа Гордона, 2-го маркиза Хантли, и леди Энн Кэмпбелл (дочери Арчибальда Кэмпбелла, 7-го графа Аргайла), была посмертная дочь от лорда Хаддингтона:
- Леди Маргарет Гамильтон (род. 15 февраля 1641), в 1662 году она вышла замуж за Джона Кейта, 1-го графа Кинтора (1630—1715)[7].

После смерти лорда Хаддингтона в 1640 году титул унаследовал его старший сын Томас.